# Großsteingrab Abbendorf
Das Großsteingrab Abbendorf war eine mögliche megalithische Grabanlage der jungsteinzeitlichen Tiefstichkeramikkultur bei Abbendorf, einem Ortsteil von Diesdorf im Altmarkkreis Salzwedel, Sachsen-Anhalt. Es wurde wohl spätestens im 19. Jahrhundert zerstört. Eine Beschreibung der Anlage liegt nicht vor, ihre mögliche Existenz ist nur durch die Bezeichnung "Steinstücken" auf einem historischen Messtischblatt belegt.